# Thérapie primale
 (janvier 2020).
La thérapie primale est une psychothérapie développée en 1967 par le psychologue américain Arthur Janov.

## Théorie
Dans une phrase volontairement simplificatrice, Arthur Janov résume la thérapie primale comme un « traitement pour la guérison de la névrose ». Toutefois les patients qui témoignent, dans son premier livre sur le sujet, décrivent des histoires de vie, des symptômes et des résolutions qui correspondent à une palette plus large que celle des seules névroses.
Pourquoi la thérapie est-elle appelée « primale » ? : Arthur Janov, encore psychothérapeute classique, demande un jour à un patient d'appeler sa « maman ». Après avoir prononcé plusieurs fois le mot « maman », le patient pousse un « cri ». Un cri surgi de ce qu'on appelle aujourd'hui la période primale de sa vie. Dès lors, Janov s'efforce avec ses patients d'explorer ce moment, qu'il situe entre la naissance et l'enfance [si Janov définit « la naissance » comme étant la période allant de la naissance proprement dite jusqu'à la fin des neuf premiers mois du nourrisson, ce qu'on appelle aujourd'hui la période primale va de la conception jusqu'au premier anniversaire]. Se rendant compte que quelque chose se passe en deçà du niveau de la parole et même de la conscience, Janov en vient à penser que ce « cri » vient des tréfonds de notre corps, de son « origine », et il nomme donc cette nouvelle thérapie, la « thérapie primale » [qu'on a trop souvent appelée à tort « thérapie du cri primal », probablement à cause du titre du très populaire premier livre de Janov, à propos duquel on cite volontiers John Lennon qui s'en est inspiré pour la chanson Mother de son premier album solo Plastic Ono Band]. En tout cas, si Janov n'a pas compris tout de suite l'importance de la naissance et des mois qui la précèdent, d'autres thérapeutes allaient bientôt s'y intéresser, comme aussi certains patients pour lesquels l'approche s'était avérée libératrice.

## Les trois niveaux
La thérapie primale se distingue d'une psychothérapie verbale plus conventionnelle en faisant appel, selon Arthur Janov, à « trois niveaux, ou lignes » nécessaires à l'exploration des sentiments :
1. La troisième ligne est celle du présent, celle du cortex cérébral ;
2. La seconde ligne, est celle des souvenirs, des émotions, celle du système limbique ;
3. La première ligne, celle de l'enfance, celle de la naissance, celle du cerveau reptilien.

## Le processus
À partir du présent, c'est-à-dire de la troisième ligne, le patient opère une remontée dans le temps vers la seconde, puis la première ligne. Cette régression du présent au passé lui est un préalable nécessaire pour qu'il en arrive à éprouver des « primals », qui sont des reviviscences d'événements anciens refoulés. 

## Critiques et bien-fondé
Historiquement, la thérapie primale n'a jamais obtenu une large acceptation de la part du monde de la psychologie conventionnelle, ni d'ailleurs de celui de la psychanalyse. Elle a même longtemps été critiquée pour le manque « d'études de suivi » qui auraient « prouvé » son efficacité, une critique à laquelle n'échappe d'ailleurs aucune des quelques centaines d'approches psychothérapeutiques recensées à ce jour. Il est vrai que certains patients de la première heure ont très mal vécu la thérapie, et/ou ont mal été encadrés dans ce que Janov a appelé, par la suite, la « hard therapy ». Les approches qui ont suivi, entre autres celles qui n'ont pas eu recours à des procédés tels que l'hyperventilation pour déclencher des reviviscences, n'ont plus occasionné de telles déconvenues. L'approche primale en psychothérapie n'a pas cessé d'être améliorée et adaptée jusqu'à aujourd'hui (janvier 2016).
Les futurs thérapeutes (ou 'accompagnants') entreprennent d'abord leur propre thérapie primale. Par la suite, ils poursuivent cette pratique d'auto-assistance durant les années où ils pratiquent l'accompagnement thérapeutique afin d'être - et de rester - compétents.

## La thérapie primale en France
En France, la pratique de la thérapie primale est encadrée par l'Association Française de Thérapie Primale (AFTP). Les praticiens accrédités s'engagent à avoir une pratique cohérente et conforme à la méthode et aux techniques Primales basées sur l’œuvre théorique, clinique, méthodologique et technique d’Arthur Janov et de ses collaborateurs.